# 野呂川ダム
野呂川ダム（のろがわダム）は、広島県呉市安浦町、二級河川・野呂川水系野呂川に建設されたダム。高さ44.8メートルの重力式コンクリートダムで、洪水調節・不特定利水を目的とする、広島県営の治水ダムである。ダム湖（人造湖）の名は野呂峡やすらぎ湖（のろきょうやすらぎこ）という。

## 歴史
瀬戸内海国立公園・野呂山を水源とし、中畑川・中切川を合わせて瀬戸内海へ注ぐ野呂川は、長さ10.5キロメートル、流域面積43.2平方キロメートルの二級河川である。下流部において安浦町の市街地を貫流していることから、水害に見舞われることが多く、戦後より計画高水流量175立方メートル毎秒を想定した河川改修工事が進められてきた。しかし、1967年（昭和42年）7月の集中豪雨（昭和42年7月豪雨）による被害は甚大で、これを契機に恒久的かつ抜本的な対策として、野呂川ダムの建設が計画された。洪水時にダムで190立方メートル毎秒を貯水することで、大きく引き上げられた計画高水流量400立方メートル毎秒を230立方メートル毎秒に低減（洪水調節）するというものである。放流設備として幅10メートルの洪水吐ゲート（ローラーゲート）を1門設置。洪水時（ダム流入量300立方メートル毎秒を想定）はゲート開度を1.1メートル一定とし、放流量を最大110立方メートル毎秒に自然調節する。このほか、下流に広がる農地60.87ヘクタールに供給する不特定灌漑用水の確保（不特定利水）も合わせて計画に盛り込まれた。
国庫補助のもと、1969年（昭和44年）に予備調査を、1970年（昭和45年）には実施計画調査を開始。1972年（昭和47年）、補償基準書が調印され、同年より道路付替工事およびダム本体建設工事が着工した。その後、1975年（昭和50年）に試験湛水を開始し、1976年（昭和51年）3月に竣工。建設費は23億2,000万円であった。

## 周辺

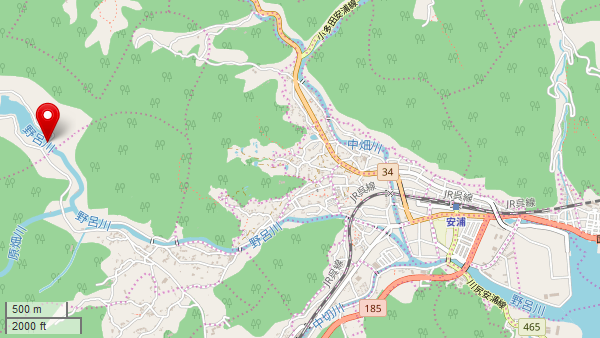
野呂川ダムの位置（オープンストリートマップ）。安浦駅の西方、直線距離で約3キロメートルである。

JR呉線・安浦駅から自動車で約15分間、もしくは東広島呉自動車道・黒瀬インターチェンジから自動車で約20分間で野呂川ダムに到着する。ダム周辺では1977年（昭和52年）から1982年（昭和57年）3月にかけて環境整備事業が実施され、公園や広場、キャンプ場、運動場が建設された。ダム左岸に野呂川ダム管理事務所（広島県呉市安浦町中畑641-11）があり、ダムカードの配布も行っている。
ダム湖は1976年に「野呂峡やすらぎ湖」と命名。ダム完成により、安心して暮らせるようにとの思いが込められている。湖畔の道は桜の並木道として整備。湖面はカヌーの練習場としても利用されている。
野呂山への登山口として知られていた安浦町であるが、その役割は隣の川尻町に開通した観光道路「さざなみスカイライン」に取って代わられたことから、安浦町は野呂川ダムの整備やグリーンピア安浦（現・グリーンピアせとうち）の誘致など、新たな観光資源の創出に努めていった。

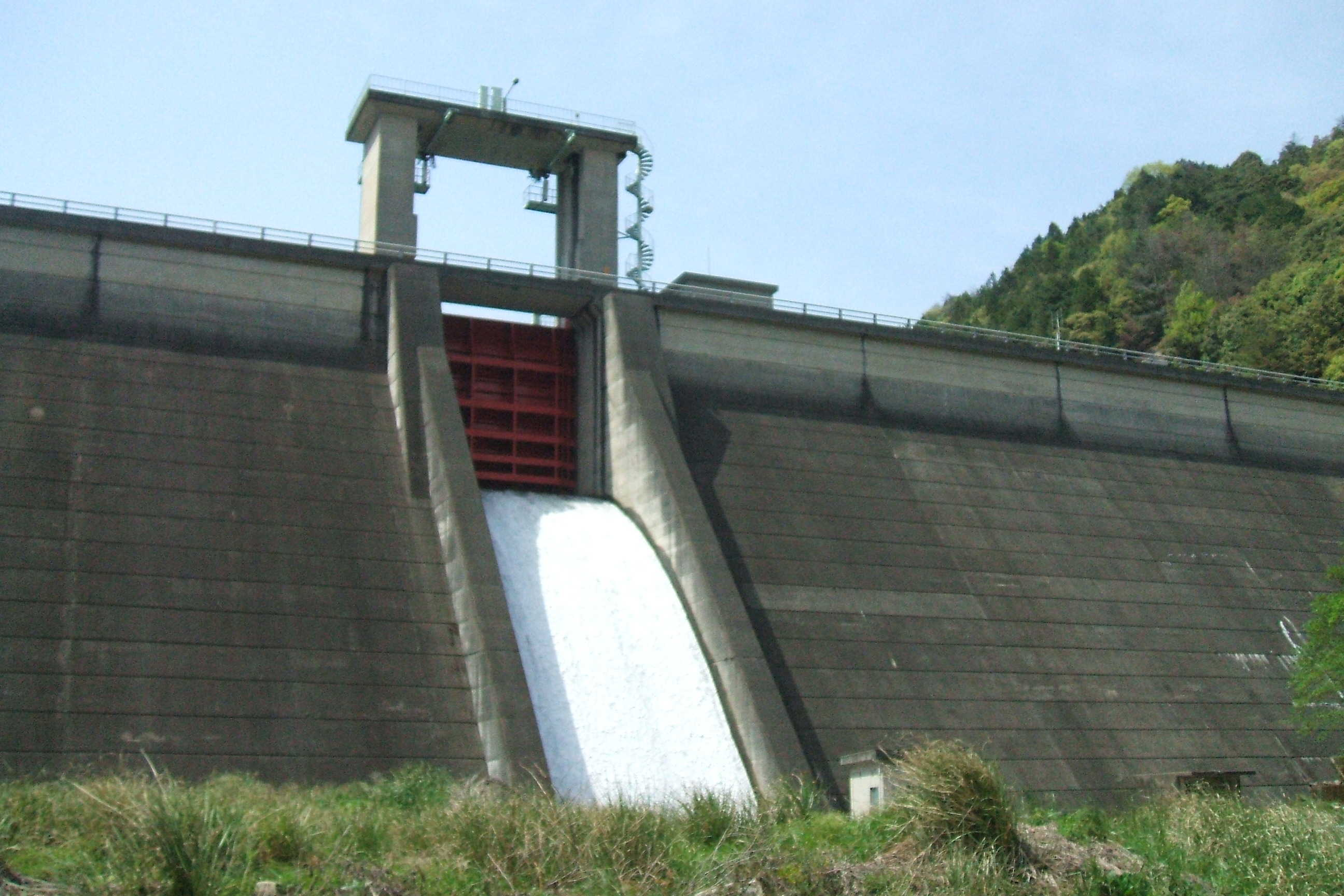
下流より見上げる
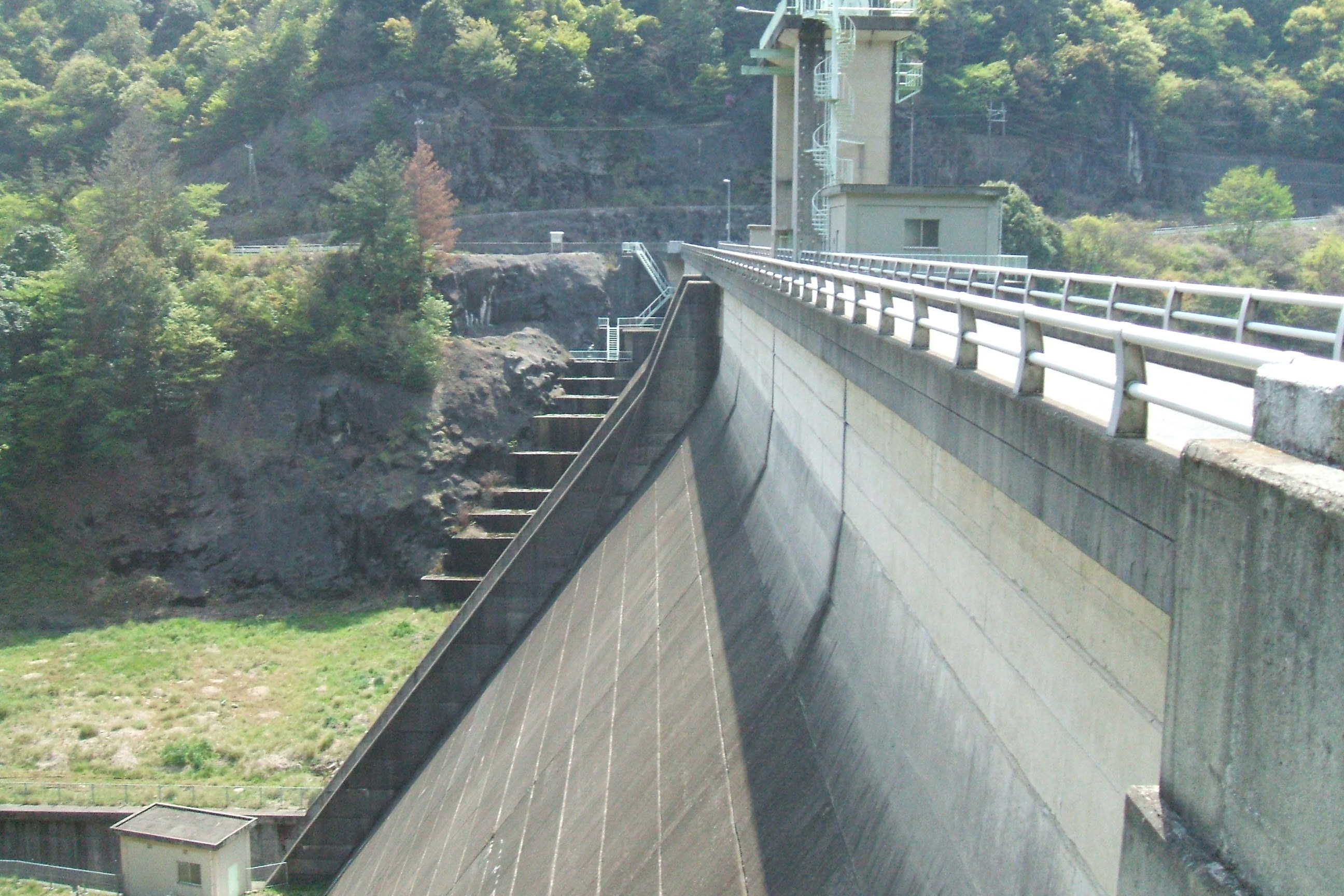
左岸より望む
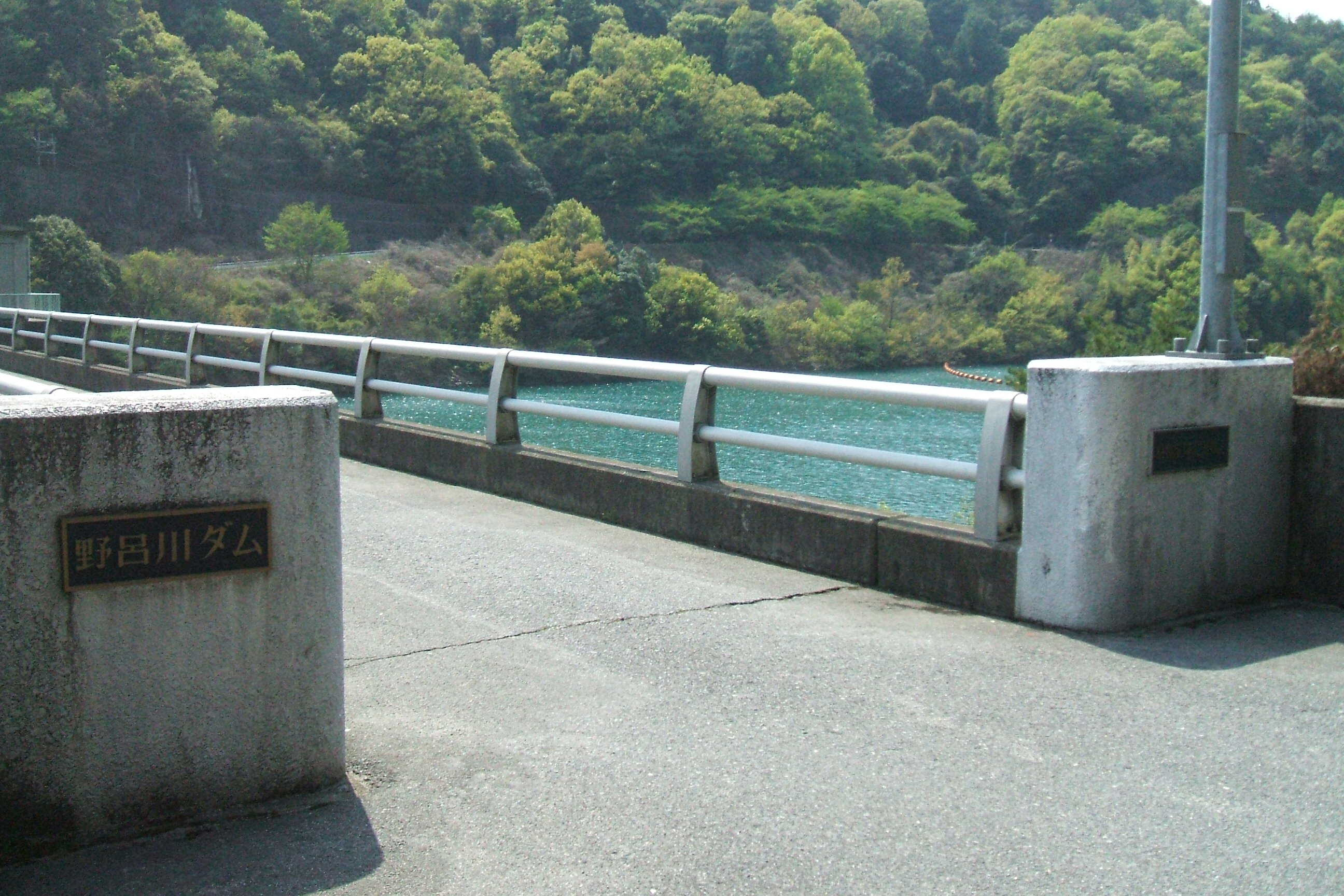
天端

## 実績
2010年（平成22年）7月13日から14日にかけて梅雨前線が停滞し、野呂川ダム地点で時間最大57ミリ、累計307ミリの雨量を観測した（平成22年7月豪雨）。ダム流入量は113.5立方メートル毎秒に達したが、ダム放流量を最大39.0立方メートル毎秒に抑制することで、74万5,000立方メートルの水を貯留。これにより、下流の中畑川合流点における河川水位を、ダムがない場合と比較して83センチメートル低下させた。

## 諸問題
2018年（平成30年）7月7日、平成30年7月豪雨の影響で、同日早朝に野呂川ダムが満水となった。このとき緊急放流として180立方メートル毎秒の水が放出され、下流部では浸水被害が生じた。一連の操作が「流入量以上の水を放流しない」とする規定に反したものであったとする疑いがあることから、広島県は有識者を集めた検証の場を設けた。検討の結果は10月24日に報告された。災害当時、ダム管理事務所は交通・通信インフラの損傷により限られた人員・情報での運用を余儀なくされていた。緊急放流の際、規定に反してゲート開度を一定としたのは、そうした状況下においてさらなる流入量の増加に対応するため、ダム水位を下げるという判断によるものであった。結果として下流の浸水域が拡大することとなったが、浸水した60.8ヘクタールのうち、緊急放流の影響で拡大したと考えられる範囲は0.47ヘクタールに留まり、大半は支流の中畑川の氾濫によるものと結論づけられた。
また、豪雨の影響で大量の土砂がダムに堆積（堆砂）し、ダム容量を圧迫。洪水調節機能の低下が認められたことから、台風など大雨が予想される際、あらかじめ水位を低下させておく措置が取られた。

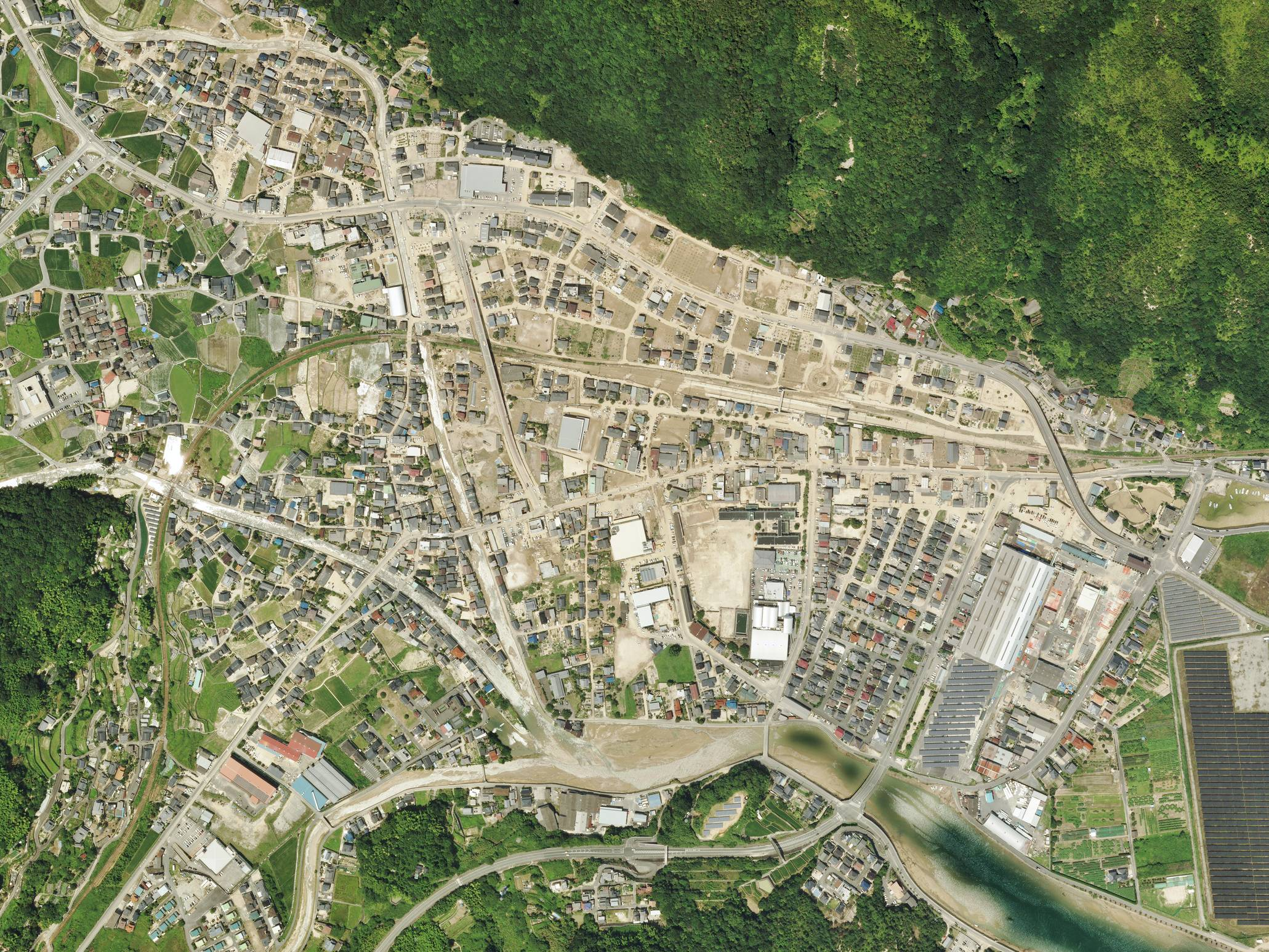
被災した安浦町中心市街地。支流の中畑川の川筋より東側で泥の堆積が著しい。（2018年7月13日、国土地理院撮影）